# Pseudafroneta
Pseudafroneta Blest, 1979 è un genere di ragni appartenente alla famiglia Linyphiidae.

## Distribuzione
Le sette specie oggi note di questo genere sono state rinvenute in Nuova Zelanda.

## Tassonomia
Per la determinazione delle caratteristiche della specie tipo sono tenute in considerazione le analisi sugli esemplari di Mynoglenes incerta Bryant, 1935.
Dal 2002 non sono stati esaminati esemplari di questo genere.
A dicembre 2012, si compone di sette specie:
- Pseudafroneta frigida Blest, 1979 — Nuova Zelanda
- Pseudafroneta incerta (Bryant, 1935)[3] — Nuova Zelanda
- Pseudafroneta lineata Blest, 1979 — Nuova Zelanda
- Pseudafroneta maxima Blest, 1979 — Nuova Zelanda
- Pseudafroneta pallida Blest, 1979 — Nuova Zelanda
- Pseudafroneta perplexa Blest, 1979 — Nuova Zelanda
- Pseudafroneta prominula Blest, 1979 — Nuova Zelanda

### Specie trasferite
- Pseudafroneta taranakii Blest, 1979; trasferita al genere Haplinis Simon, 1894[1].